# Беренике I
Вижте пояснителната страница за други личности с името Береника.
Беренике I (ок. 340 г. пр. Хр.; † между 279 г. пр. Хр. и 268 г. пр. Хр.) е благородна гръцка македонка, съпруга на Птолемей I Сотер (упр. 304 – 282 г. пр. Хр.) и царица от Династията на Птолемеите.

## Биография
Произлиза от Еордеа, в Кожани. Дъщеря е на Магас Македонски и Антигона, дъщеря на Касандър, брат на Антипатър.
Омъжва се през 325 пр.н.е. първо за македонския благородник Филип († ок. 318 г. пр. Хр.), офицер на Александър Велики и има с него син Магас, който става 301 г. пр. Хр. цар на Кирена, на Антигона, която ок. 298 г. пр. Хр. става първата съпруга на цар Пир от Епир, и на Теоксена, която се омъжва ок. 295 г. пр. Хр. за Агатокъл, тиран на Сиракуза.
След смъртта на Филип тя става дворцова дама на първата си братовчедка Евридика I, от 321 г. пр. Хр. съпруга на Птолемей I, военачалник на Александър Велики и основателят на Династията на Птолемеите. От ок. 317 г. пр. Хр. Береника е любовница Птолемей I. Береника успява да изпъди Евридика от съпруга ѝ, също и нейният най-голям син Птолемей Керавън от наследството на трона.
През 317 г. пр. Хр. Береника се жени за Птолемей I. С него има три деца: Арсиноя II (* 316), Птолемей II Филаделф (* 308), и Филотера.
Птолемей II е предпочетен от баща му за негов наследник на трона.